# Roepera compressa
Roepera compressa är en pockenholtsväxtart som först beskrevs av John McConnell Black, och fick sitt nu gällande namn av Beier & Thulin. Roepera compressa ingår i släktet Roepera och familjen pockenholtsväxter. Inga underarter finns listade i Catalogue of Life.